# Domaníky
Domaníky – wieś (obec) na Słowacji położona w kraju bańskobystrzyckim, w powiecie Krupina. Pierwsze wzmianki o miejscowości pochodzą z roku 1135.
Według danych z dnia 31 grudnia 2012, wieś zamieszkiwało 185 osób, w tym 99 kobiet i 86 mężczyzn.
W 2001 roku rozkład populacji względem narodowości i przynależności etnicznej wyglądał następująco:
- Słowacy – 95,02%
- Czesi – 0,5%
- Romowie – 4,48%

Ze względu na wyznawaną religię struktura mieszkańców kształtowała się w 2001 roku następująco:
- Katolicy rzymscy – 97,01%
- Ewangelicy – 1%
- Nie podano – 1,49%